# Emir of Qatar Cup 2024
Der Emir of Qatar Cup 2024  war die 52. Austragung eines K.-o.-Fußballwettbewerbs in Katar. Das Turnier wurde vom katarischen Fußballverband organisiert. Es begann mit der Vorrunde am 26. April 2024 und endete mit dem Finale am 12. Mai 2024. Titelverteidiger war Al-Arabi.

## Termine
| Runde         | Datum                |
| ------------- | -------------------- |
| Vorrunde      | 26. – 28. April 2024 |
| Achtelfinale  | 6. – 10. Mai 2024    |
| Viertelfinale | 13. – 15. Mai 2024   |
| Halbfinale    | 18./19. Mai 2024     |
| Finale        | 24. Mai 2024         |

## Vorrunde
|                   | Ergebnis |             |
| ----------------- | -------- | ----------- |
| 26. April 2024    |          |             |
| al-Khor SC        | 2:1      | Lusail SC   |
| 27. April 2024    |          |             |
| Al-Shahania SC    | 0:1      | Al Bidda SC |
| Mesaimeer SC      | 2:3      | Al-Waab SC  |
| 28. April 2024    |          |             |
| al-Kharitiyath SC | 0:1      | al-Sailiya  |

## Achtelfinale
|                        | Ergebnis              |                |
| ---------------------- | --------------------- | -------------- |
| 6. Mai 2024            |                       |                |
| al-Duhail SC           | 3:1                   | al-Shamal SC   |
| Al-Arabi               | 2:1                   | al-Sailiya     |
| 7. Mai 2024            |                       |                |
| Qatar SC               | 2:0                   | Al-Waab SC     |
| Umm-Salal SC           | 3:1 n. V.             | Al Bidda SC    |
| 8. Mai 2024            |                       |                |
| al-Gharafa Sports Club | 4:3 n. V.             | al-Ahli SC     |
| 9. Mai 2024            |                       |                |
| al-Sadd Sports Club    | 3:2                   | Al-Markhiya SC |
| al-Wakrah SC           | 3:3 n. V. (5:4 i. E.) | Muaither SC    |
| al-Rayyan SC           | 4:1                   | al-Khor SC     |

## Viertelfinale
|              | Ergebnis              |                        |
| ------------ | --------------------- | ---------------------- |
| 13. Mai 2024 |                       |                        |
| al-Duhail SC | 3:2                   | Al-Arabi               |
| al-Wakrah SC | 0:1                   | al-Sadd Sports Club    |
| 14. Mai 2024 |                       |                        |
| Umm-Salal SC | 2:4                   | al-Gharafa Sports Club |
| Qatar SC     | 3:3 n. V. (5:4 i. E.) | al-Rayyan SC           |

## Halbfinale
|              | Ergebnis              |                        |
| ------------ | --------------------- | ---------------------- |
| 18. Mai 2024 |                       |                        |
| al-Duhail SC | 0:1                   | al-Sadd Sports Club    |
| 19. Mai 2024 |                       |                        |
| Qatar SC     | 2:2 n. V. (4:3 i. E.) | al-Gharafa Sports Club |

## Finale
|                     | Ergebnis  |          |
| ------------------- | --------- | -------- |
| 24. Mai 2024        |           |          |
| al-Sadd Sports Club | 1:0 n. V. | Qatar SC |

| Paarung        | al-Sadd Sports Club – Qatar SC    |
| Ergebnis       | 1:0 (0:0, 0:0) n. V.              |
| Datum          | 24. Mai 2024 um 18.00 Uhr         |
| Stadion        | Education City Stadium, ar-Rayyan |
| Zuschauer      | 36.175                            |
| Schiedsrichter | Salman Falahi                     |
| Tore           | 1:0 Mateus Uribe (118.)           |